# Víska (Višňová)
Víska (německy Dörfel) je vesnice, část obce Višňová v okrese Liberec. Nachází se asi 2,5 kilometru jižně od Višňové. Víska leží v katastrálním území Víska u Frýdlantu o rozloze 1,8 km².

## Historie
První písemná zmínka o vesnici pochází z roku 1454.
Vesnice byla původně součástí Horní Lužice, s níž připadla Sasku. Součástí Čech se stala roku 1848, kdy došlo k úpravě státních hranic a začlenění osady do katastrálního území Višňová.

## Vodní mlýn
Na řece Smědé zde stával vodní mlýn. Podle některých pamětníků stával za budovou dnešního kulturního domu. Mlýn pravděpodobně vznikl v první polovině 17. století, neboť v Soupise poddaných podle víry z roku 1651 je zmiňován jako mlýn se dvěma stroji. Jedním z jeho posledních majitelů byl mlynář Grundmann. Voda mlýn poháněla do roku 1922. Toho roku místní mlynář přenechal vodní právo městu Frýdlantu, které vedle víseckého mlýna postavilo malou vodní elektrárnu, která je dosud v provozu. Místní mlynář za to pak mohl bezplatně odebírat elektrický proud, a proto se změnil i pohon mlýna (z vody na elektrickou energii). Po druhé světové válce však již mlýn nebyl v provozu, a tak se část jeho zařízení převezla do mlýna v blízkých Předláncích. K definitivní likvidaci došlo roku 1958, kdy vojáci dostali rozkaz strhnout všechna opuštěná a neobydlená stavení v okolí Višňové. Mezi ně patřil i v té době již polorozbořený mlýn ve Vísce.

## Rodáci
- Miroslav Zajíc (* 1946ú), fotograf